# Fabula
Fabula (lat. fābula; pravljica, zgodba, basen; figurativno, izmišljena zgodba), so smiselno si sledeči dogodki v literarnem delu.
Fabula je zgodba, oziroma osnovni tok dogajanja in dogodkov v pesnitvi, romanu itd.

## Drugi pojmi
V zveti z besedo fabula so še naslednji pojmi:
- fabilativen, nanašajoč se na fabulo, pripoveden
- fabulativnost, lastnost, značilnost literarnega dela
- fabulirati, ustvarjati, oblikovati fabulo v literarnem delu
- fabulist, kdor ustvarja, oblikuje fabulo v literarnem delu
- fabulistika, ustvarjanje, oblikovanje fabule v literarnem delu

## Razvoj besede
Tujka, ki je k nam prišla v uporabo v 16. stoletju je prevzeta iz  latinske besede fābula v pomenu povest, pripoved bajka, kar se pripoveduje.